# Sicyodes viridescens
Sicyodes viridescens är en fjärilsart som beskrevs av Louis Beethoven Prout 1933. Sicyodes viridescens ingår i släktet Sicyodes och familjen mätare. Inga underarter finns listade i Catalogue of Life.